# Panthers de la Floride
Les Panthers de la Floride, en anglais Florida Panthers, sont une franchise professionnelle de hockey sur glace d'Amérique du Nord. Cette équipe de la Ligue nationale de hockey (également désignée par le sigle LNH) joue à Sunrise dans l'aire métropolitaine de Miami, et son siège est à Miami en Floride. Les Panthers sont membres de la division Atlantique de l'association de l'Est et jouent leurs matchs dans l'aréna du Amerant Bank Arena depuis 1998. Le nom de la franchise vient de la panthère de Floride.
L'équipe commence à jouer dans la LNH pour la saison 1993-1994. Elle atteint pour la première fois la finale de la Coupe Stanley en 1996, perdant face à l'Avalanche du Colorado. En 2023, la franchise floridienne échoue face aux Golden Knights de Vegas, puis remporte pour la première fois la coupe en 2024 face aux Oilers d'Edmonton, avant de répéter l'exploit en 2025 face à la même équipe.

## Les débuts dans la LNH

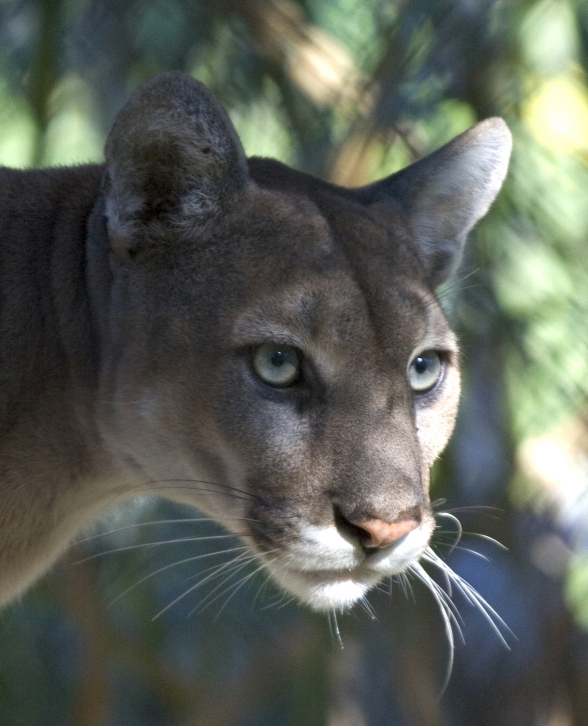
La nouvelle équipe formée en 1993 prend le nom de la panthère de Floride.

Le 10 décembre 1992, Wayne Huizenga, un des dirigeants de la société Blockbuster Video, reçoit de la Ligue nationale de hockey une franchise et il annonce alors que la nouvelle équipe sera basée dans l'aire métropolitaine de Miami. Au cours du mois de mars 1993, Huizenga et la LNH annoncent ensuite que la nouvelle équipe fera ses débuts au cours de la saison 1993-1994 avec William Torrey (en) en tant que président, Bob Clarke vice-président et directeur général, Dean Jordan comme deuxième vice-président et Roger Neilson entraîneur. L'équipe de la Floride du Sud est officiellement nommée « Panthers de la Floride » le 19 avril 1993 en référence à la panthère de Floride, une des sous-espèces de pumas.
Au cours de cette même saison 1993-1994, les Mighty Ducks d'Anaheim doivent faire leur début et un repêchage d'expansion est organisé au cours du mois de juin afin que les deux nouvelles équipes puissent avoir un effectif complet. Ainsi, quarante-huit joueurs sont choisis par les Ducks et par les Panthers, le premier choix de ces derniers se portant sur le gardien de but John Vanbiesbrouck. Quelques jours plus tard, le repêchage d'entrée dans la LNH a lieu et l'équipe de la Floride choisit Rob Niedermayer.
L'équipe fait ses débuts dans la LNH le 6 octobre 1993 sur la glace des Blackhawks de Chicago dans un match nul qui s'est soldé par la marque de 4-4. Le premier but de l'histoire de la franchise a été inscrit par Scott Mellanby. Trois jours plus tard, l'équipe connaît sa première victoire contre le Lightning de Tampa Bay dans l'aréna du Lightning avec un blanchissage 2-0 de Vanbiesbrouck. Les Panthers jouent pour la première fois dans leur aréna, la Miami Arena, le 12 octobre 1993 face aux Penguins de Pittsburgh, dans une défaite de 2-1.
En janvier 1994, Bob Kudelski, qui vient d'arriver au club, et Vanbiesbrouck sont sélectionnés pour participer au 45e Match des étoiles de la LNH. Kudelski marque deux buts lors de ce match dans une victoire de la Conférence de l'Est 9-8. Au cours de ce même mois, les Panthers inscrivent cinq buts lors d'une même période contre les Canadiens de Montréal et remportent la rencontre 8-3. Le dernier match de la saison est une victoire 4-1 contre les Islanders de New York pour un total de 83 points, le plus haut total pour une équipe dans sa première saison dans la LNH. Malgré cette performance, l'équipe finit à la cinquième place de la division Atlantique et n'est pas qualifiée pour les séries éliminatoires de la Coupe Stanley. Bob Kudelski termine meilleur pointeur de l'équipe avec 70 points devant Scott Mellanby, auteur de 60 points. Jesse Bélanger, bien qu'ayant déjà joué quelques rencontres avec les Canadiens et ayant remporté la Coupe Stanley 1993, est considéré comme joueur recrue, et il termine troisième pointeur de l'équipe avec 50 points (un record pour une recrue des Panthers qui tient toujours au début de la saison 2010-2011). Vanbiesbrouck est mis en avant en étant sélectionné dans la deuxième équipe d'étoiles de la LNH.
Au cours de l'été qui suit, Clarke est démis de ses fonctions de vice-président et directeur-général de la franchise et Bryan Murray est nommé pour le second des deux postes. Par ailleurs, Ed Jovanovski est le premier choix de l'équipe au cours du repêchage de la LNH 1994, le tout premier joueur sélectionné mais il ne rejoint pas immédiatement la LNH; il jouera encore une saison en ligue junior. En raison d'une grève, seulement quarante-huit matchs sont joués au cours de la saison 1994-1995 et les Panthers terminent une nouvelle fois cinquième de la division et sont éliminés de la course aux séries. Avec vingt-neuf points, Stu Barnes et Bélanger sont les deux meilleurs pointeurs de l'équipe.

## Une défaite en finale,Year of the Rat

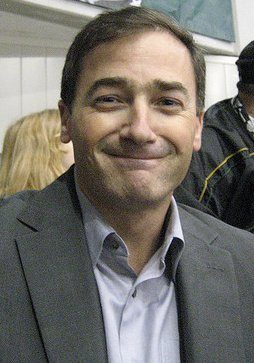
John Vanbiesbrouck est le gardien des Panthers entre 1993 et 1998.

À la suite de deux saisons sans qualifications pour les séries, la direction des Panthers décide de renvoyer l'entraîneur Neilson et nomme James MacLean pour le remplacer. Ils profitent également de l'intersaison pour faire signer son premier contrat professionnel à Jovanovski pour une durée de cinq ans et un contrat de 5,7 millions de dollars puis ils sélectionnent Radek Dvořák lors du premier tour du repêchage. L'équipe fait également signer une prolongation de contrat pour leur gardien de but pour une durée de trois nouvelles saisons et une somme de 6,5 millions de dollars.
Les Panthers débutent la saison 1995-1996 en jouant le 7 octobre contre les champions en titre de la Coupe Stanley, les Devils du New Jersey et perdent la rencontre 4-0. Le lendemain contre les Flames de Calgary, Scott Mellanby inscrit un doublé lors de la victoire 4-3 alors qu'il a tué un rat entre deux tiers temps dans les vestiaires. Vanbiesbrouck déclare alors après match que Mellanby a inscrit un Rat Trick en faisant un jeu de mots avec le terme anglais « hat trick » correspondant à trois buts par le même joueur – en français un coup du chapeau. Les fans de l'équipe entendent parler de l'anecdote et, au cours des matchs qui suivent, des jouets en forme de rats sont jetés sur la glace du Miami Arena par les fans quand leur équipe inscrit un but.
Au cours du mois de janvier, MacLean, Mellanby et Vanbiesbrouck sont invités au 46e Match des étoiles de la LNH. Le 23 de ce même mois, Johan Garpenlöv inscrit le premier coup du chapeau de l'histoire de l'équipe lors d'une victoire 5-4 contre les Capitals de Washington.
À la fin de la saison régulière, l'équipe de la Floride termine à la quatrième place de la association de l'Est et compte 92 points. Ils se qualifient pour la première fois pour les séries éliminatoires et rencontrent en première ronde les Bruins de Boston, cinquièmes de la conférence. Les joueurs des Panthers ont l'avantage de la glace pour les première, deuxième, cinquième et septième parties le cas échéant. Lors du premier match des séries, joué devant une salle comble de 14 696 personnes, les Panthers l'emportent six buts à trois avec le premier but inscrit par les Panthers par l'intermédiaire de Ray Sheppard. Les Panthers éliminent leur opposant en cinq matchs grâce à trois victoires lors des trois premières rencontres. Le but de la victoire du cinquième match est inscrit par Bill Lindsay à cinq minutes de la fin de la rencontre.

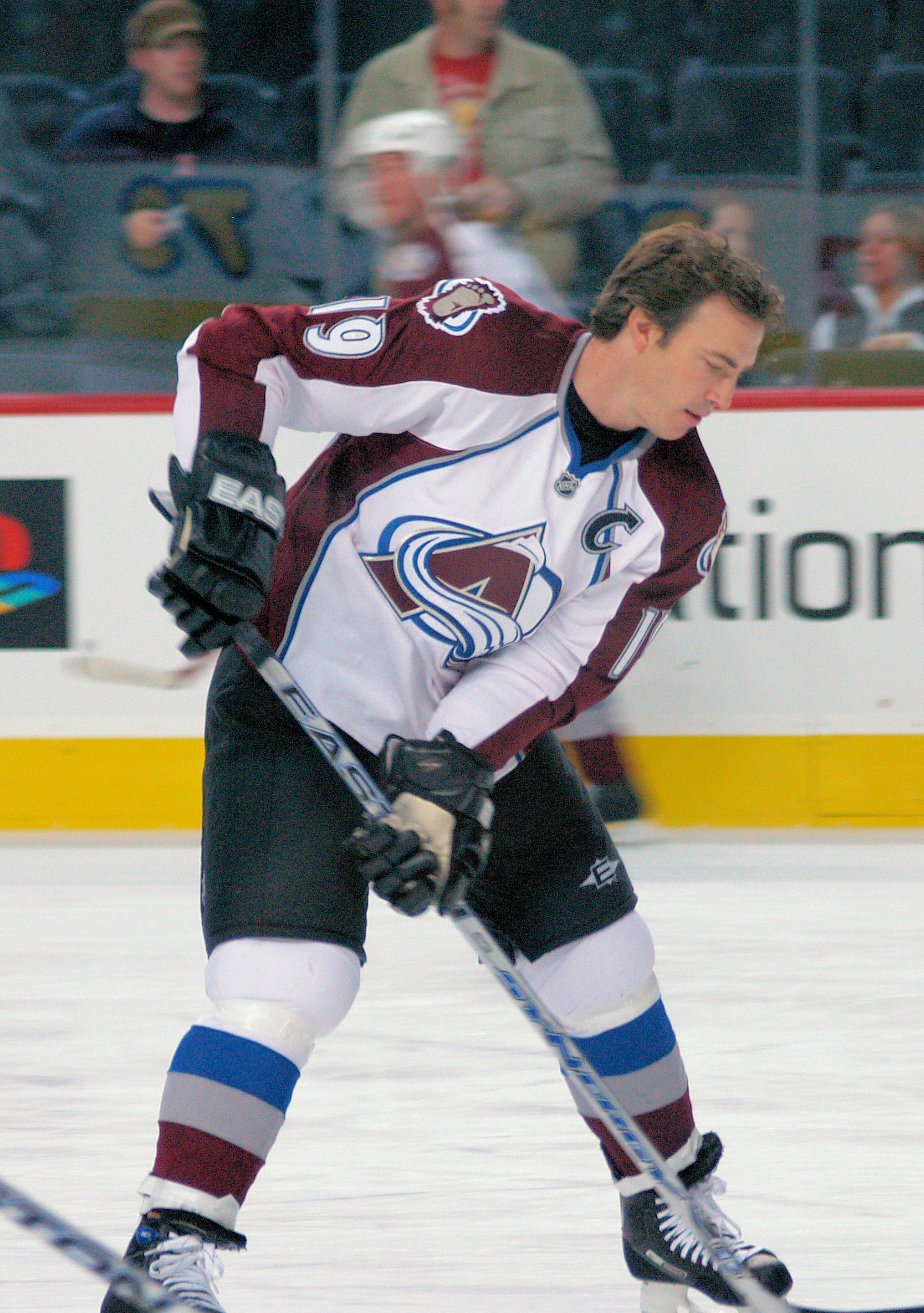
Joseph Sakic et les joueurs de l'Avalanche du Colorado battent les Panthers en finale de la Coupe Stanley 1996.

L'équipe de la Floride rencontre au deuxième tour les Flyers de Philadelphie, premiers de la division Atlantique mais également de la conférence sur la saison régulière. Les Panthers surprennent les Flyers chez eux lors de la première date de la série avec un blanchissage de Vanbiesbrouck et deux buts inscrits par Barnes et par Dave Lowry,. Les Panthers remportent les quatrième et cinquième matchs en prolongation par un but de Lowry pour la première date et par Mike Hough pour la seconde. Hough permet aux siens de mener la série 3-2 à la suite de deux prolongations. Les joueurs de Floride font la surprise en éliminant les Flyers au cours du match suivant sur le score de 4 buts à 1 dans la salle de Miami. Les Panthers sont opposés en finale de la conférence aux Penguins de Pittsburgh, deuxièmes de la conférence au cours de la saison et donc favoris de la série. Ce sont encore une fois les Panthers qui sortent victorieux de la série en sept matchs : ils surprennent les Penguins 5-1 sur leur glace lors du premier match en empêchant les deux vedettes, Mario Lemieux et Jaromír Jágr, d'inscrire le moindre but puis remportent le dernier et septième match de la série le 1er juin. Les Panthers gagnent le match encore une fois sur la glace des Penguins 3-1 avec 39 arrêts de Vanbiesbrouck.
Ils remportent ainsi le titre de champions de l'association de l'Est et reçoivent le trophée Prince de Galles après seulement leur troisième saison. Ils retrouvent en finale de la Coupe Stanley l'Avalanche du Colorado, nouvelle forme de la franchise des Nordiques de Québec, et deuxième équipe de la Conférence de l'Ouest sur la saison régulière. Après avoir gagné le premier match 3-1, le Colorado remporte également le deuxième match. Au cours de cette rencontre, Peter Forsberg inscrit un triplé en une période, devenant le sixième joueur de l'histoire a réaliser cette performance. L'équipe remporte également le troisième match dans la patinoire des Panthers sur la marque de trois buts à deux, le but vainqueur étant inscrit par Joseph Sakic. Lors du quatrième match, l'Avalanche du Colorado et les Panthers de la Floride ne parviennent pas à inscrire le moindre but lors du temps réglementaire, Patrick Roy et Vanbiesbrouck arrêtant 29 et 35 tirs chacun. Trois périodes de prolongation sont nécessaires pour voir un vainqueur et le but du défenseur de l'Avalanche, Uwe Krupp, le seul but du match, est inscrit au bout de 104 minutes et 31 secondes de jeu. Deux jours plus tard, les fans de la franchise accueillent l'ensemble de l'équipe pour les remercier de la saison qu'ils viennent de vivre.

## Identité de l'équipe

### Les maillots et logotypes

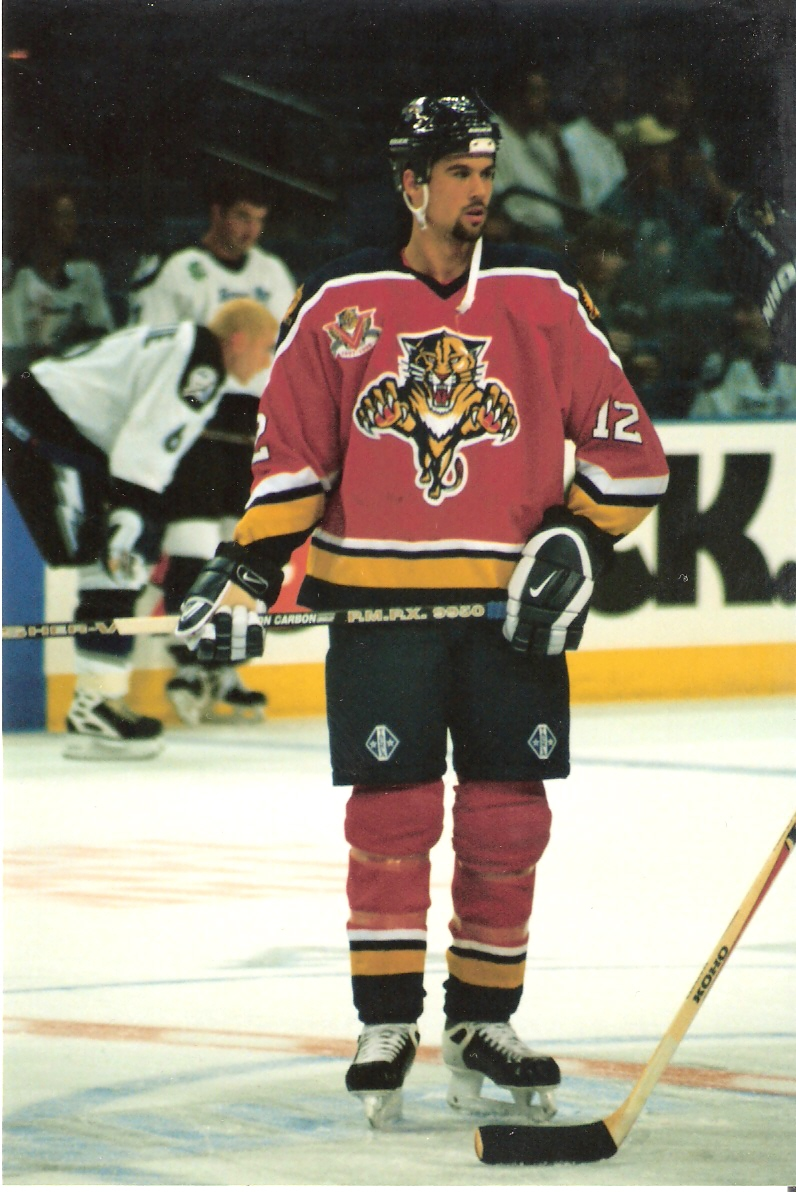
Chris Allen en 1999.

Les couleurs des maillots, sont pour une équipe de hockey une des caractéristiques pour l'identifier. Les Panthers évoluent depuis leur première saison dans des tenues à dominante bleu marine, rouge, or et blanc. Une panthère dessinée et bondissant vers l'avant est présente sur la majorité des maillots jusqu'en 2016.
En plus de ce logo de la panthère, l'équipe possède d'autres logos dont celui d'un soleil devant lequel un palmier et une crosse de hockey sont croisés afin de rappeler le soleil de la Floride. L'équipe met également en place par la suite une variante de la panthère cassant une crosse en deux.

Premier logo principal
Logo principal depuis 1999
Logo principal depuis 2016
Logo secondaire

### La mascotte
Comme de nombreuses équipes professionnelles américaines, les Panthers ont une mascotte qui occupe une grande part dans l'animation aussi bien des avant-matchs que des pauses entre les tiers-temps.
La mascotte des Panthers est nommée en l'honneur de la Coupe Stanley dès la première saison de la franchise en octobre 1993. Les dirigeants choisissent logiquement une panthère en tant que mascotte de l'équipe et lui donnent le nom de « Stanley C. Panther ».

## Les joueurs et entraîneurs

### Au temple de la renommée
.À ce jour, il y a eu trois joueurs des Panthers de Floride qui ont été admis au Temple de la renommée du hockey :
1. Dale Tallon
  - Bien qu'il ait été principalement reconnu pour son rôle de directeur général, il a également été un joueur important dans la NHL et a contribué à la franchise des Panthers.
2. Pavel Bure
  - Un joueur vedette des Panthers, Bure a été intronisé au Temple de la renommée en 2012. Il est connu pour ses compétences offensives exceptionnelles et son impact sur le jeu.
3. Roberto Luongo
  - Le gardien emblématique des Panthers a été intronisé au Temple de la renommée en 2022. Luongo est considéré comme l'un des meilleurs gardiens de but de l'histoire de la NHL.

Ces joueurs ont laissé une empreinte significative dans l'histoire de l'équipe et du hockey en général.
Mis à part ces 3 joueurs, les deux personnalités suivantes sont liées à la franchise et membres du Temple de la renommée du hockey :
- William Torrey (en), ancien président de l'équipe et directeur-général en 1993 et 2001. Il est admis au temple en 1995[28] ;
- Roger Neilson, entraîneur de l'équipe entre 1993 et 1995. Il est admis en 2002 après une carrière de près de quinze ans dans la LNH[28].

### Alignement actuel
Cette section présente la liste des joueurs actuels des Panthers. Cet effectif peut varier au cours de la saison selon les blessures des joueurs et des renforts possibles venant des franchises associées.
| No    | Nom                   | Nat. | Position      | Arrivée                          | Salaire        |
| ----- | --------------------- | ---- | ------------- | -------------------------------- | -------------- |
| +030, | Spencer Knight        |      | Gardien       | 2020 - Repêchage                 | +00925 000, $  |
| +072, | Sergueï Bobrovski     |      | Gardien       | 2019 - Agent libre               | +10 000 000, $ |
| +003, | Matt Kiersted         |      | Défenseur     | 2021 - Agent libre               | +00762 500, $  |
| +005, | Aaron Ekblad – A      |      | Défenseur     | 2014 - Repêchage                 | +07 500 000, $ |
| +007, | Radko Gudas           |      | Défenseur     | 2020 - Agent libre               | +02 500 000, $ |
| +018, | Marc Staal            |      | Défenseur     | 2022 - Agent libre               | +00750 000, $  |
| +028, | Josh Mahura           |      | Défenseur     | 2022 - Ballottage                | +00750 000, $  |
| +032, | Lucas Carlsson        |      | Défenseur     | 2021 - Blackhawks de Chicago     | +00800 000, $  |
| +042, | Gustav Forsling       |      | Défenseur     | 2021 - Ballottage                | +02 666 667, $ |
| +062, | Brandon Montour       |      | Défenseur     | 2021 - Sabres de Buffalo         | +03 500 000, $ |
| +006, | Colin White           |      | Centre        | 2022 - Agent libre               | +01 200 000, $ |
| +009, | Samuel Bennett        |      | Centre        | 2021 - Flames de Calgary         | +04 425 000, $ |
| +010, | Anthony Duclair       |      | Ailier gauche | 2020 - Agent libre               | +03 000 000, $ |
| +012, | Eric Staal            |      | Centre        | 2022 - Agent libre               | +00750 000, $  |
| +013, | Sam Reinhart          |      | Centre        | 2021 - Sabres de Buffalo         | +06 500 000, $ |
| +015, | Anton Lundell         |      | Centre        | 2021 - Repêchage                 | +00925 000, $  |
| +016, | Aleksander Barkov – C |      | Centre        | 2013 - Repêchage                 | +10 000 000, $ |
| +019, | Matthew Tkachuk – A   |      | Ailier gauche | 2022 - Flames de Calgary         | +09 500 000, $ |
| +021, | Nick Cousins          |      | Centre        | 2022 - Agent libre               | +01 100 000, $ |
| +023, | Carter Verhaeghe      |      | Centre        | 2020 - Agent libre               | +04 166 667, $ |
| +027, | Eetu Luostarinen      |      | Centre        | 2020 - Hurricanes de la Caroline | +01 500 000, $ |
| +070, | Patric Hörnqvist – A  |      | Ailier droit  | 2020 - Penguins de Pittsburgh    | +05 300 000, $ |
| +094, | Ryan Lomberg          |      | Ailier gauche | 2020 - Agent libre               | +00800 000, $  |

### Capitaines

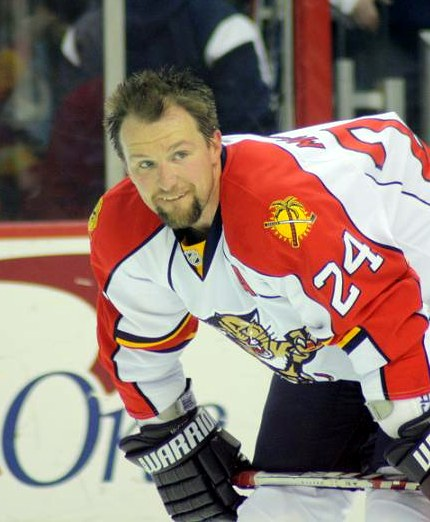
Bryan McCabe capitaine de l'équipe de 2009 à 2011.

Depuis les débuts de l'équipe, huit joueurs ont porté le titre de capitaine des Panthers :
| Période   | Nom du ou des joueurs    |
| --------- | ------------------------ |
| 1993-1997 | Brian Skrudland          |
| 1997-2001 | Scott Mellanby           |
| 2001-2002 | Pavel Boure et Paul Laus |
| 2002-2003 | Aucun capitaine          |
| 2003-2008 | Olli Jokinen             |
| 2008-2009 | Aucun capitaine          |
| 2009-2011 | Bryan McCabe             |
| 2011-2013 | Vacant                   |
| 2013-2014 | Ed Jovanovski            |
| 2014-2016 | Willie Mitchell          |
| 2016-2018 | Derek MacKenzie          |
| 2018-...  | Aleksander Barkov        |

### Choix de premier tour
Chaque année depuis 1963, les joueurs des ligues juniors ont la possibilité de signer des contrats avec les franchises des ligues majeures. Cette section présente par année le ou les choix de premier tour lors des repêchages des Panthers.
| Année | Rang  | Nom du joueur       | Équipe précédente (ligue)              |
| ----- | ----- | ------------------- | -------------------------------------- |
| 1993  | 5e    | Robert Niedermayer  | Tigers de Medicine Hat (LHOu)          |
| 1994  | 1er   | Edward Jovanovski   | Spitfires de Windsor (LHO)             |
| 1995  | 10e   | Radek Dvořák        | HC České Budějovice (Extraliga)        |
| 1996  | 20e   | Marcus Nilson       | Djurgårdens IF (Elitserien)            |
| 1997  | 20e   | Michael Brown       | Rebels de Red Deer (LHOu)              |
| 1998  | Aucun | Aucun               | Aucun                                  |
| 1999  | 12e   | Denis Chvidki       | Colts de Barrie (LHO)                  |
| 2000  | Aucun | Aucun               | Aucun                                  |
| 2001  | 4e    | Stephen Weiss       | Whalers de Plymouth (LHO)              |
| 2002  | 3e    | Jay Bouwmeester     | Tigers de Medicine Hat (LHOu)          |
| 2002  | 9e    | Petr Tatíček        | Greyhounds de Sault-Sainte-Marie (LHO) |
| 2003  | 3e    | Nathan Horton       | Generals d'Oshawa (LHO)                |
| 2003  | 25e   | Anthony Stewart     | Frontenacs de Kingston (LHO)           |
| 2004  | 7e    | Rostislav Olesz     | HC Vítkovice (Extraliga)               |
| 2005  | 20e   | Kenndal McArdle     | Warriors de Moose Jaw (LHOu)           |
| 2006  | 10e   | Michael Frolík      | HC Kladno (Extraliga)                  |
| 2007  | 10e   | Keaton Ellerby      | Blazers de Kamloops (LHOu)             |
| 2008  | Aucun | Aucun               | Aucun                                  |
| 2009  | 14e   | Dmitri Koulikov     | Voltigeurs de Drummondville (LHJMQ)    |
| 2010  | 3e    | Erik Gudbranson     | Frontenacs de Kingston (LHO)           |
| 2011  | 3e    | Jonathan Huberdeau  | Sea Dogs de Saint-Jean (LHJMQ)         |
| 2012  | 23e   | Michael Matheson    | Fighting Saints de Dubuque (USHL)      |
| 2013  | 2e    | Aleksander Barkov   | Tappara Tampere (SM-Liiga)             |
| 2014  | 1er   | Aaron Ekblad        | Colts de Barrie (LHO)                  |
| 2015  | 11e   | Lawson Crouse       | Frontenacs de Kingston (LHO)           |
| 2016  | 23e   | Henrik Borgström    | HIFK Jr. (SM-Liiga Division A)         |
| 2017  | 10e   | Owen Tippett        | Steelheads de Mississauga (LHO)        |
| 2018  | 15e   | Grigori Denissenko  | Loko Iaroslavl (MHL)                   |
| 2019  | 13e   | Spencer Knight      | USNTDP U18 (USHL)                      |
| 2020  | 12e   | Anton Lundell       | HIFK (SM-Liiga)                        |
| 2021  | 24e   | Matthew Samoskevich | Steel de Chicago (USHL)                |
| 2022  | Aucun | Aucun               | Aucun                                  |

### Numéros retirés
Depuis les débuts de la franchise, trois numéros ne peuvent plus être utilisés par un joueur des Panthers de la Floride.
| No  | Joueur              | Position       | Carrière  | Date du retrait |
| --- | ------------------- | -------------- | --------- | --------------- |
| 1   | Roberto Luongo      | Gardien de but | 1997-2019 | 7 mars 2020     |
| 37  | Wayne Huizenga (en) | —              | —         | 19 janvier 2018 |
| 93  | William Torrey (en) | —              | —         | 23 octobre 2010 |
| 99* | Wayne Gretzky       | Centre         | 1978-1999 | 6 février 2000  |

* Numéro retiré pour toutes les équipes par la LNH lors du 50e Match des étoiles.

## Dirigeants

### Entraîneurs-chefs
| No | Nom              | Engagement       | Départ           | Saison régulière | Saison régulière | Saison régulière | Saison régulière | Saison régulière | Saison régulière | Saison régulière | Séries éliminatoires | Séries éliminatoires | Séries éliminatoires | Séries éliminatoires | Remarques                                                             |
| No | Nom              | Engagement       | Départ           | PJ               | V                | D                | N                | DP               | P                | % V              | PJ                   | V                    | D                    | % V                  | Remarques                                                             |
| -- | ---------------- | ---------------- | ---------------- | ---------------- | ---------------- | ---------------- | ---------------- | ---------------- | ---------------- | ---------------- | -------------------- | -------------------- | -------------------- | -------------------- | --------------------------------------------------------------------- |
| 1  | Roger Neilson    | 2 juin 1993      | 8 juin 1995      | 132              | 53               | 56               | 23               | -                | 129              | 48,9             | -                    | -                    | -                    | -                    |                                                                       |
| 2  | James MacLean    | 24 juillet 1995  | 24 novembre 1997 | 187              | 83               | 71               | 33               | -                | 199              | 53,2             | 27                   | 13                   | 14                   | 48,1                 | Finale de la Coupe Stanley 1996                                       |
| 3  | Bryan Murray     | 24 novembre 1997 | 20 juin 1998     | 59               | 17               | 31               | 11               | -                | 45               | 38,1             | -                    | -                    | -                    | -                    |                                                                       |
| 4  | Terry Murray     | 20 juin 1998     | 28 décembre 2000 | 200              | 79               | 79               | 31               | 11               | 200              | 50,0             | 4                    | 0                    | 4                    | 0,0                  |                                                                       |
| 5  | Duane Sutter     | 28 décembre 2000 | 2 décembre 2001  | 72               | 22               | 35               | 8                | 7                | 59               | 41,0             | -                    | -                    | -                    | -                    |                                                                       |
| 6  | Michael Keenan   | 2 décembre 2001  | 9 novembre 2003  | 153              | 45               | 73               | 23               | 12               | 125              | 40,8             | -                    | -                    | -                    | -                    |                                                                       |
| 7  | Richard Dudley   | 9 novembre 2003  | 9 février 2004   | 40               | 13               | 15               | 9                | 3                | 38               | 47,5             | -                    | -                    | -                    | -                    |                                                                       |
| 8  | John Torchetti   | 9 février 2004   | 25 mai 2004      | 27               | 10               | 12               | 4                | 1                | 25               | 46,3             | -                    | -                    | -                    | -                    |                                                                       |
| 9  | Jacques Martin   | 25 mai 2004      | 11 avril 2008    | 246              | 110              | 100              | -                | 36               | 256              | 52,0             | -                    | -                    | -                    | -                    |                                                                       |
| 10 | Peter DeBoer     | 13 juin 2008     | 10 avril 2011    | 246              | 103              | 107              | -                | 36               | 242              | 49,2             | -                    | -                    | -                    | -                    |                                                                       |
| 11 | Kevin Dineen     | 31 mai 2011      | 8 novembre 2013  | 146              | 56               | 62               | -                | 28               | 140              | 47,9             | 7                    | 3                    | 4                    | 42,9                 |                                                                       |
| 12 | Peter Horachek   | 8 novembre 2013  | 29 avril 2014    | 66               | 26               | 36               | -                | 4                | 56               | 42,4             | -                    | -                    | -                    | -                    |                                                                       |
| 13 | Gerard Gallant   | 21 juin 2014     | 27 novembre 2016 | 185              | 96               | 64               | -                | 25               | 217              | 58,6             | 6                    | 2                    | 4                    | 33,3                 |                                                                       |
| 14 | Thomas Rowe      | 27 novembre 2016 | 10 avril 2017    | 61               | 24               | 27               | -                | 10               | 58               | 47,5             | -                    | -                    | -                    | -                    |                                                                       |
| 15 | Robert Boughner  | 12 juin 2017     | 7 avril 2019     | 163              | 79               | 62               | -                | 22               | 180              | 55,2             | -                    | -                    | -                    | -                    |                                                                       |
| 16 | Joel Quenneville | 8 avril 2019     | 28 octobre 2021  | 132              | 79               | 40               | -                | 13               | 171              | 64,8             | 10                   | 3                    | 7                    | 30,0                 |                                                                       |
| 17 | Andrew Brunette  | 28 octobre 2021  | 22 juin 2022     | 75               | 51               | 18               | -                | 6                | 108              | 72               | 10                   | 4                    | 6                    | 40                   |                                                                       |
| 18 | Paul Maurice     | 22 juin 2022     |                  |                  |                  |                  | -                |                  |                  |                  |                      |                      |                      |                      | Finale de la Coupe Stanley 2023 Coupe Stanley 2024 Coupe Stanley 2025 |

### Directeurs généraux
| No | Nom                              | Engagement       | Départ           | Remarques                                          |
| -- | -------------------------------- | ---------------- | ---------------- | -------------------------------------------------- |
| 1  | Robert Clarke                    | 1er mars 1993    | 15 juin 1994     |                                                    |
| 2  | Bryan Murray                     | 1er août 1994    | 28 décembre 2000 | Finale de la Coupe Stanley 1996                    |
| 3  | William Torrey (en)              | 28 décembre 2000 | 3 décembre 2001  |                                                    |
| 4  | Chuck Fletcher (en) (ad interim) | 3 décembre 2001  | 10 mai 2002      |                                                    |
| 5  | Richard Dudley                   | 10 mai 2002      | 24 mai 2004      |                                                    |
| 6  | Michael Keenan                   | 26 mai 2004      | 3 septembre 2006 |                                                    |
| 7  | Jacques Martin                   | 3 septembre 2006 | 1er juin 2009    |                                                    |
| 8  | Randy Sexton (en)                | 2 octobre 2009   | 17 mai 2010      |                                                    |
| 9  | Michael Tallon                   | 17 mai 2010      | 16 mai 2016      |                                                    |
| 10 | Thomas Rowe                      | 16 mai 2016      | 10 avril 2017    |                                                    |
| 11 | Michael Tallon                   | 10 avril 2017    | 10 août 2020     |                                                    |
| 12 | William Zito                     | 2 septembre 2020 |                  | Finale de la Coupe Stanley 2023 Coupe Stanley 2024 |

## Records de la franchise

### Équipe
70 parties ou plus
- Le plus de points : 98 en 1999-2000
- Le plus de victoires : 43 en 1999-2000
- Le plus de matchs nuls : 19 en 1996-1997
- Le plus de défaites : 45 en 2013-2014
- Le plus de buts pour : 254 en 1995-1996
- Le plus de buts contre : 257 en 2005-2006 et en 2006-2007
- Le moins de points : 60 en 2001-2002
- Le moins de victoires : 22 en 2000-2001 et en 2001-2002
- Le moins de matchs nuls : 6 en 1999-2000
- Le moins de défaites : 26 en 2011-2012
- Le moins de buts pour : 176 en 2002-2003
- Le moins de buts contre : 201 en 1996-1997
- La plus longue série consécutive de victoires (en tout) : 12, du 15 décembre 2015 au 10 janvier 2016
- La plus longue série consécutive de victoires (à domicile) : 7, du 10 décembre 2015 au 3 janvier 2016
- La plus longue série consécutive de victoires (à l'étranger) : 6, du 15 décembre 2015 au 10 janvier 2016
- La plus longue série consécutive sans défaite (en tout) : 12, du 5 au 30 octobre 1996 (8 victoires et 4 matchs nuls) et du 15 décembre 2015 au 10 janvier 2016 (12 victoires)
- La plus longue série consécutive sans défaite (à domicile) : 8, du 5 au 26 novembre 1995 (7 victoires et 1 match nul)
- La plus longue série consécutive sans défaite (à l'étranger) : 7, du 7 au 29 décembre 1993 (5 victoires et 2 matchs nuls) et du 5 au 29 octobre 1996 (4 victoires et 3 matchs nuls)
- La plus longue série consécutive de défaites (en tout) : 13, du 7 février au 23 mars 1998
- La plus longue série consécutive de défaites (à domicile) : 6, du 25 février au 23 mars 1998
- La plus longue série consécutive de défaites (à l'étranger) : 13, du 27 octobre au 17 décembre 2005
- La plus longue série consécutive sans victoire (en tout) : 15, du 1er février au 23 mars 1998 (14 défaites et 1 match nul)
- La plus longue série consécutive sans victoire (à domicile) : 13, du 5 février au 24 mars 2003 (11 défaites et 2 matchs nuls/défaites en prolongation)
- La plus longue série consécutive sans victoire (à l'étranger) : 16, du 2 janvier au 21 mars 1998 (12 défaites et 4 matchs nuls)
- Le plus de blanchissages en une saison : 9 en 2008-2009
- Le plus de minutes de pénalités en une saison : 1 994 en 2001-2002
- Le plus de buts en un match : 10, le 26 novembre 1997 (Boston 5 en Floride 10)

### Individuel
- Le plus de saisons : 11, Stephen Weiss
- Le plus de matchs : 654, Stephen Weiss
- Le plus de buts en carrière : 234, Aleksander Barkov
- Le plus de passes en carrière : 366, Aleksander Barkov
- Le plus de points en carrière : 600, Aleksander Barkov (234B, 366A)
- Le plus de minutes de pénalités en carrière : 1 702, Paul Laus
- Le plus de blanchissages en carrière : 27, Roberto Luongo
- La plus longue série consécutive de matchs : 376, Olli Jokinen (27 décembre 2002 au 5 avril 2008)
- Le plus de buts en une saison : 59, Pavel Boure en 2000-2001
- Le plus de passes en une saison : 53, Viktor Kozlov en 1999-2000
- Le plus de points en une saison : 94, Pavel Boure en 1999-2000 (58B, 36A)
- Le plus de minutes de pénalités en une saison : 354, Peter Worrell en 2001-2002
- Le plus de points par un défenseur en une saison : 57, Róbert Švehla en 1995-1996 (8B, 49A)
- Le plus de points par un centre en une saison : 91, Olli Jokinen en 2006-2007 (39B, 52A)
- Le plus de points par un ailier droit en une saison : 94, Pavel Boure en 1999-2000 (58B, 36A)
- Le plus de points par un ailier gauche en une saison : 71, Ray Whitney en 1999-2000 (29B, 42A)
- Le plus de points par une recrue en une saison : 50, Jesse Bélanger en 1993-1994 (17B, 33A)
- Le plus de blanchissages en une saison : 7, Roberto Luongo en 2003-2004 et Tomáš Vokoun en 2009-2010
- Le plus de buts en un match : 4, Mark Parrish (30 octobre 1998) et Pavel Boure (1er janvier 2000), (10 février 2001)
- Le plus de passes en un match : 4, (Réalisé en 8 occasions)
- Le plus de points en un match : 6, Olli Jokinen (17 mars 2007) (2B, 4A)

## Trophées d'équipes et joueurs récompensés

### Trophées de la LNH
Coupe Stanley
Trophée remis au vainqueur des séries éliminatoires.
- 2024, 2025

Trophée Prince de Galles
Trophée remis au vainqueur de l'association de l'Est
- 1996, 2023, 2024, 2025

Trophée des présidents
Trophée remis à l'équipe avec le plus de points pendant la saison régulière
- 2022

Trophée Maurice-Richard
Trophée remis au joueur avec les plus de buts pendant la saison régulière
- Pavel Boure – 2000, 2001

Trophée Lady Byng,
Trophée remis au joueur avex le.meilleur esprit sportif tout en conservant des performances remarquables
- Brian Campbell – 2012
- Aleksandr Barkov – 2019

Trophée Calder
Trophée remis au joueur qui a su démontrer des qualités exceptionnelles durant sa première sais
- Jonathan Huberdeau – 2013
- Aaron Ekblad – 2015

Trophée Bill-Masterton
Trophée remis au joueur qui démontre le plus de qualité de persévérance et d'esprit d'équipe
- Jaromír Jágr – 2016

Trophée Frank-J.-Selke
Trophée remis au joueur qui démontre le plus de compétence défensive
- Aleksandr Barkov – 2021, 2024, 2025

Trophée King-Clancy
Trophée remis au joueur qui démontre le meilleur exemple des qualités de dirigeant et contribue le plus à la société
- Aleksandr Barkov – 2025

Trophée Conn-Smythe
Trophée remis au joueur le plus utile pendant les séries éliminatoires de la Coupe Stanley
- Sam Bennett – 2025